# FAMU
FAMU (češki Filmová a televizní fakulta Akademie múzických umění v Praze) je jedna je od najstarijih filmskih škola u Europi. Nalazi se u glavnom gradu Češke Republike Pragu.
FAMU je osnovana je 1946. godine kao jedan od tri ogranaka Akademije scenskih umjetnosti u Pragu. 

## Poznati studenti
- Frank Beyer
- Věra Chytilová
- Karel Cudlín
- Jasmin Dizdar
- Miloš Forman
- Rajko Grlić
- Agnieszka Holland
- Juraj Jakubisko
- Vojtěch Jasný
- Josef Koudelka
- Emir Kusturica
- Markéta Luskačová
- Goran Marković
- Srđan Karanović
- Jiří Menzel
- Jan Němec
- Goran Paskaljević
- Ivan Passer
- Filip Remunda
- Karol Sidon
- Tono Stano
- Jan Svěrák
- Woody Vasulka
- Lordan Zafranović
- Sulejman Suki Medencevic
- Örvar Þóreyjarson Smárason
- Tomislav Žaja

## Vanjska poveznica
- webstranica FAMU